# العلاقات البوتانية الجنوب سودانية
العلاقات البوتانية الجنوب سودانية هي العلاقات الثنائية التي تجمع بين بوتان وجنوب السودان.

## مقارنة بين البلدين
هذه مقارنة عامة ومرجعية للدولتين:
| وجه المقارنة                                              | بوتان          | جنوب السودان                  |
| --------------------------------------------------------- | -------------- | ----------------------------- |
| المساحة (كم2)                                             | 38.39 ألف      | 619.75 ألف                    |
| عدد السكان (نسمة)                                         | 807.61 ألف     | 12.58 مليون                   |
| الكثافة السكانية (ن./كم²)                                 | 21.04          | 20.3                          |
| العاصمة                                                   | تيمفو          | جوبا                          |
| اللغة الرسمية                                             | لغة دزونكا     | لغة إنجليزية                  |
| العملة                                                    | نغولترم بوتاني | جنيه جنوب سوداني، جنيه سوداني |
| الناتج المحلي الإجمالي (بليون دولار)                      | 2.51 مليار     | 2.90 مليار                    |
| الناتج المحلي الإجمالي (تعادل القوة الشرائية) بليون دولار | 6.49 مليار     | 22.88 مليار                   |
| الناتج المحلي الإجمالي الاسمي للفرد دولار أمريكي          | 2.66 ألف       | 73                            |
| الناتج المحلي الإجمالي للفرد دولار أمريكي                 | 7.82 ألف       | 2.02 ألف                      |
| مؤشر التنمية البشرية                                      | 0.605          | 0.467                         |
| رمز المكالمات الدولي                                      | +975           | +211                          |
| رمز الإنترنت                                              | .bt            | .ss                           |
| المنطقة الزمنية                                           | ت ع م+06:00    | ت ع م+03:00                   |

## منظمات دولية مشتركة
يشترك البلدان في عضوية مجموعة من المنظمات الدولية، منها:
| علم المنظمة | اسم المنظمة                        | تاريخ انضمام بوتان | تاريخ انضمام جنوب السودان |
| ----------- | ---------------------------------- | ------------------ | ------------------------- |
|             | مؤسسة التنمية الدولية              | 28 سبتمبر 1981     | 18 أبريل 2012             |
|             | يونسكو                             | 13 أبريل 1982      | 27 أكتوبر 2011            |
|             | وكالة ضمان الاستثمار متعدد الأطراف | 21 أكتوبر 2014     | 18 أبريل 2012             |
|             | الأمم المتحدة                      | 21 سبتمبر 1971     | 14 يوليو 2011             |
|             | الاتحاد البريدي العالمي            | ?                  | ?                         |
|             | البنك الدولي للإنشاء والتعمير      | 28 سبتمبر 1981     | 18 أبريل 2012             |
|             | الاتحاد الدولي للاتصالات           | 15 سبتمبر 1988     | 3 أكتوبر 2011             |
|             | مؤسسة التمويل الدولية              | 1 ديسمبر 2003      | 18 أبريل 2012             |
|             | منظمة الشرطة الجنائية الدولية      | ?                  | ?                         |

## وصلات خارجية
- موقع وزارة الخارجية البوتانية
- موقع وزارة الخارجية الجنوب سودانية